# Frente Harzburg
A Frente Harzburg (em alemão: Harzburger Front) foi uma breve coalizão política antidemocrática e de extrema direita na República de Weimar formada em 1931 como uma tentativa de apresentar uma oposição unificada ao governo do chanceler Heinrich Brüning. Foi uma coalizão do Partido Popular Nacional Alemão (DNVP), do milionário Alfred Hugenberg, com o Partido Nacional Socialista dos Trabalhadores Alemães (NSDAP), de Adolf Hitler, a liderança da organização paramilitar Der Stahlhelm, a Liga Agrícola (Reichs-Landbund) e a Liga Pangermânica. 